# Nicolas-Jacques Conté
Nicolas-Jacques Conté (født 4. august 1755, død 6. december 1805) var en fransk maler, ballonskipper, hærofficer og opfinder af den moderne blyant.
Han blev født i Saint-Céneri-près-Sées (nu Aunou-sur-Orne) i Normandiet og blev tidligt kendt for sine tekniske evner, hvilket var til stor nytte for den franske hær i Ægypten. Napoleon kaldte ham "en universel mand med smag, forståelse og et geni, der kunne skabe fransk kunst midt i den arabiske ørken".